# جاك نيكولاس (لاعب كرة قدم)
جاك نيكولاس (بالإنجليزية: Jack Nicholas)‏ (26 نوفمبر 1910 بدربي في المملكة المتحدة - 1 يناير 1977) هو مدرب كرة قدم ولاعب كرة قدم بريطاني (وحمل سابقاً جنسية المملكة المتحدة لبريطانيا العظمى وأيرلندا) في مركز نصف الجناح. لعب مع ديربي كاونتي.